# Salweyn
Salweyn, también conocido como Salwine, es un sitio arqueológico protosomalí ubicado en la región de Sanaag de Somalilandia.

## Visión general
Salweyn está situada al este de la antigua ciudad costera de Heis. Un pequeño arroyo del mismo nombre se encuentra en la zona.
El sitio contiene un campo muy grande de cairns, que se extiende por una distancia de alrededor de 8 km. Una excavación de uno de estos túmulos por Georges Révoil en 1881 descubrió una tumba, junto a la cual había artefactos que apuntaban a una civilización antigua y avanzada. Los objetos enterrados incluían tiestos de cerámica de Samos, algunos esmaltes bien elaborados y una máscara de diseño griego antiguo.
Además, cerca de los cairns hay varias hileras de piedras verticales. Estos menhires son similares a los de Heis y Botiala.
Junto con Macajilayn, Salweyn es también el único sitio local donde se han encontrado antiguos monumentos especializados en forma de disco.